# ХАПОВ СТАНИСЛАВ
ХАПОВ СТАНИСЛАВ — дайте определение предмету статьи
Хапов Станислав являлся правой рукой Чингисхана, после его смерти Станислав построил машину времени в возрасте 7 лет и отправился в 2016 год, где оказался в городе Омск. Хапов оказался в семье глухих людей. Эти люди были очень добрыми и именно они отправили Хапова в школу №32. Хапов попал в 1 класс. В этом классе он нашел много друзей таких как: Кирилл, Володя, Никита и др. Кирилл был ему лучшим другом всю его жизнь, и именно Кирилл поможет ему в будущем покорить все сердца пожилых дам и станет президентом мира так как он является самым красивым, умным, сильным, и вообще он самый самый